# Бромаргірит
Бромаргіри́т — мінерал класу галогенідів. Також відомий як броміт, бромідне срібло, бромоспар або бромірит, є досить рідкісним мінералом.

## Історія та етимологія
Вперше мінерал був описаний у 1859 р. у Платерос, штат Сакатекас, Мексика, де він був виявлений у родовищі срібла як продукт окиснення первинних рудних мінералів.
Бромаргірит був вперше відкритий французьким вченим, геологом, мінералогом та гірничим інженером П'єром Бертьє поблизу Платероса в мексиканському штаті Сакатекас. Шахтарі там називали цю срібну руду Plata verde (Зелене срібло).
Мінерал був науково описаний і названий в 1849 році німецьким мінералогом Августом Брейтхауптом (аналіз проведено німецьким хіміком Карлом Фрідріхом Платтнером)
Мінерал був названий за своїм складом, елементами брому та срібла.

## Загальний опис
Хімічна формула: 4AgBr.
Сингонія кубічна. Твердість 2.5—3. Густина 5.8—6.4. Бромаргірит прозорий до напівпрозорого і розвиває кубічні кристали розміром до одного сантиметра з ромбоподібним блиском на поверхнях, розташованих паралельними групами. Він часто зустрічається у вигляді грубих мас або воскоподібних до рогоподібних, покритих корою покривів. Колір мінералу варіюється від світло-жовтого та оливково-зеленого, часто з коричневим або сірим відливом. Блиск алмазний. Ковкий. Входить до складу срібних руд. Вторинний мінерал срібла, який утворюється в результаті поверхневого окиснення срібних руд в районах глибокого вивітрювання, особливо у посушливих областях, при наявності хлору і брому.  Зустрічається разом із природним сріблом, йодаргіритом та смітсонітом, а також мінералами оксиду заліза та марганцю. Асоціює з самородним сріблом, йодаргіритом, ярозитом і вадом. Інша назва — бромоаргірит.
Особливі властивості: під впливом світла мінерал стає коричневим або чорним через утворення елементарного срібла. Бромгаргірит може видавати в повітрі сильний запах «лікарських засобів».
Знайдений у Німеччині, Аргентині, Австралії, Болівії, Чилі, Китаї, Франції, Італії, Марокко, Новій Зеландії, Росії, Іспанії, Чехії, Угорщині, США.